# Arena Stade Couvert de Liévin
Arena Stade Couvert de Liévin is een arena in de Franse plaats Liévin. De arena biedt plaats aan 6.000 toeschouwers bij sportwedstrijden en 14.000 toeschouwers bij concerten. Het gebouw bevat ook een amfitheater dat plaats biedt aan 300 personen.
In april 2011 werd de naam veranderd van Stade Couvert Régional de Liévin in Arena Stade Couvert de Liévin.
De Europese kampioenschappen indooratletiek 1987 werden in deze arena gehouden.